# Saison 1 de Stargate SG-1
Chronologie
Enfants des dieux Saison 2
Cet article présente le guide des épisodes de la première saison de la série télévisée Stargate SG-1. La diffusion cette première saison s'est échelonnée du 27 juillet 1997 au 6 mars 1998 sur la chaine américaine Showtime. L'intrigue reprend l'histoire commencée un an plus tard après les évènements du film Stargate, la porte des étoiles écrit par Dean Devlin et Roland Emmerich sorti en 1994.

## Distribution
- Richard Dean Anderson : Colonel Jack O'Neill
- Michael Shanks : Dr Daniel Jackson
- Amanda Tapping : Capitaine Samantha Carter
- Christopher Judge : Teal'c
- Don S. Davis : Major-Général George Hammond

## Épisodes

### Épisode 1:Enfants des dieux (1/2)
- États-Unis : 27 juillet 1997

- Jay Acovone (Major Kawalsky)
- Alexis Cruz (Ska'ara)
- Gary Jones (Sergent Walter Harriman)
- Robert Wisden (Major Bert Samuels)
- Brent Stait (Major Louis Ferretti)
- Vaitiare Bandera (Sha're)
- Peter Williams (Apophis)

### Épisode 2:Enfants des dieux (2/2)
- États-Unis : 27 juillet 1997

- Jay Acovone (Major Kawalsky)
- Alexis Cruz (Ska'ara)
- Adam Harrington (Goa'uld)
- Gary Jones (Sergent Walter Harriman)
- Robert Wisden (Major Bert Samuels)
- Brent Stait (Major Ferretti)
- Vaitiare Bandera (Sha're)
- Peter Williams (Apophis)

Sur Chulak, un garde sépare les jeunes femmes d'un groupe de prisonniers ; Sha're en fait partie malgré les protestations de Skaara.

### Épisode 3:L'Ennemi intérieur
- États-Unis : 1er août 1997

- Alan Rachins (Colonel Kennedy)
- Warren Takeuchi (Dr Nimzicki)
- Jay Acovone (Major Kawalsky)
- Gary Jones (Sergent Walter Harriman)
- Kevin McNulty (Dr Warner)

### Épisode 4:Émancipation
- États-Unis : 8 août 1997

- Cary-Hiroyuki Tagawa (Turghan)
- Jorgito Vargas Jr (Abu)
- Soon-Teck Oh (Moughal)
- Crystal Lo (Nya)

### Épisode 5:La Théorie de Broca
- États-Unis : 15 août 1997

- Steve Makaj (Colonel Makepeace)
- Gary Jones (Sergent Walter Harriman)
- Nicole Oliver (Leedora)
- Gérard Plunkett (Tuplo)
- Teryl Rothery (Dr Janet Fraiser)

### Épisode 6:Le Premier Commandement
- États-Unis : 22 août 1997

- William Russ (Capitaine Jonas Hanson)
- D. Neil Mark (Frakes)
- Roger R. Cross (Lieutenant Connor)

### Épisode 7:Double
- États-Unis : 29 août 1997

- Harley Jane Kozak (Sara O'Neill)
- Kyle Graham (Charlie O'Neill)
- Teryl Rothery (Dr Janet Fraiser)

### Épisode 8:Les Nox
- États-Unis : 12 septembre 1997

- Gary Jones (Sergent Walter Harriman)
- Armin Shimerman (Anteaus)
- Peter Williams (Apophis)
- Frida Betrani (Lya)
- Ray Xifo (Opher)
- Addison Ridge (Nafrayu)
- Terry David Mulligan (Secrétaire à la Défense David Swift)
- Michasa Armstrong (Shak'l)

### Épisode 9:Les Désignés
- États-Unis : 19 septembre 1997

Mario Azzopardi
- Adaptation : Katharyn Powers

- Bobbie Phillips (Kynthia)
- Harrison Coe (Alekos)
- Gabrielle Miller (Thetys)
- Teryl Rothery (Dr Janet Fraiser)
- Gary Jones (Sergent Walter Harriman)

### Épisode 10:Le Marteau de Thor
- États-Unis : 26 septembre 1997

- Galyn Görg (Kendra)
- James Earl Jones (Ruax)
- Tamsin Kelsey (Gairwyn)
- Mark Gibbon (Hologramme de Thor)

### Épisode 11:Le Supplice de Tantale
- États-Unis : 3 octobre 1997

- Elizabeth Hoffman (Catherine Langford)
- Keene Curtis (Dr Ernest Littlefield)

### Épisode 12:Retour sur Chulak
- États-Unis : 10 octobre 1997[4]

- Tony Amendola (Bra'tac)
- Salli Richardson (Drey'auc)
- Neil Denis (Rya'c)
- Teryl Rothery (Dr Janet Fraiser)
- Brian Jensen (Grand Prêtre)
- Bob Wilde (Prêtre)

### Épisode 13:Le Feu et l'eau
- États-Unis : 17 octobre 1997[5]

- Gerard Plunkett (Nem)
- Teryl Rothery (Dr Janet Fraiser)
- Eric Schneider (Dr James MacKenzie)

### Épisode 14:Hathor
- États-Unis : 24 octobre 1997

Brad Turner
- Adaptation : Jonathan Glassner

- Suanne Braun (Hathor)
- Dave Hurtubise (Dr Kleinhouse)
- Amanda O'Leary  (Dr Cole)
- Teryl Rothery (Dr Janet Fraiser)

### Épisode 15:Cassandra
Pour les articles homonymes, voir Cassandra.
- États-Unis : 31 octobre 1997

- Gary Jones (Sergent Walter Harriman)
- Katie Stuart (Cassandra)
- Kevin McNulty (Dr Warner)
- Teryl Rothery (Dr Janet Fraiser)

### Épisode 16:Le Procès
- États-Unis : 23 janvier 1998

- David McNally (II) (Hanno)

### Épisode 17:Les Réfugiés
- États-Unis : 30 janvier 1998

- Tobin Bell (Omoc)
- Teryl Rothery (Dr Janet Fraiser)
- Tom McBeath (Colonel Harry Maybourne)
- Garwin Sanford (Narim)
- Frida Betrani (Lya)
- Gerard Plunkett (Haut Conseiller Tuplo)

### Épisode 18:Portés disparus
- États-Unis : 6 février 1998

- Dan Shea (Sergent Siler)
- Gary Jones (Sergent Walter Harriman)

### Épisode 19:Les Doubles robotiques
- États-Unis : 13 février 1998

- Jay Brazeau (Harlan)
- Teryl Rothery (Dr Janet Fraiser)

### Épisode 20:Une dimension trop réelle
- États-Unis : 20 février 1998[7]

- Elizabeth Hoffman (Catherine Langford)
- Shawn Stewart (Jaffa)

### Épisode 21:Décisions politiques
- États-Unis : 27 février 1998[8]

- Robert Wisden (Lieutenant-Colonel Bert Samuels)
- Ronny Cox (Sénateur Kinsey)

### Épisode 22:Dans le nid du serpent
- États-Unis : 6 mars 1998

David Warry-Smith
- Adaptation : Jonathan Glassner

- Alexis Cruz (Ska'ara/Klorel)
- Peter Williams (Apophis)
- Brent Stait (Major Louis Ferretti)

## Musique
Albums de Joel Goldsmith, David Arnold, Dennis McCarthy, Kevin Kilner, Richard Band
Enfants des dieux
| No  | Titre                                 | Auteur                          | Durée |
| --- | ------------------------------------- | ------------------------------- | ----- |
| 1.  | Stargate SG-1-Main Title              | David Arnold et Joel Goldsmith  | 1:03  |
| 2.  | Suite from The Enemy Within           | Dennis McCarthy et Kevin Kilner | 6:46  |
| 3.  | Suite from Cold Lazarus               | Richard Band                    | 6:10  |
| 4.  | Suite from Emancipation               | Kevin Kilner                    | 3:36  |
| 5.  | Suite from Torment of Tantalus        | Kevin Kilner                    | 10:14 |
| 6.  | Suite from Thor's Hammer              | Joel Goldsmith                  | 7:33  |
| 7.  | Suite from The Nox                    | Joel Goldsmith                  | 10:02 |
| 8.  | Suite from Hathor                     | Joel Goldsmith                  | 6:45  |
| 9.  | Suite from Tin Man                    | Joel Goldsmith                  | 6:57  |
| 10. | Sutie from Within The Serpent's Grasp | Joel Goldsmith                  | 8:43  |
| 11. | Stargate SG-1: End Credits            | Joel Goldsmith                  | 0:59  |